# Armistițiul de la Moscova

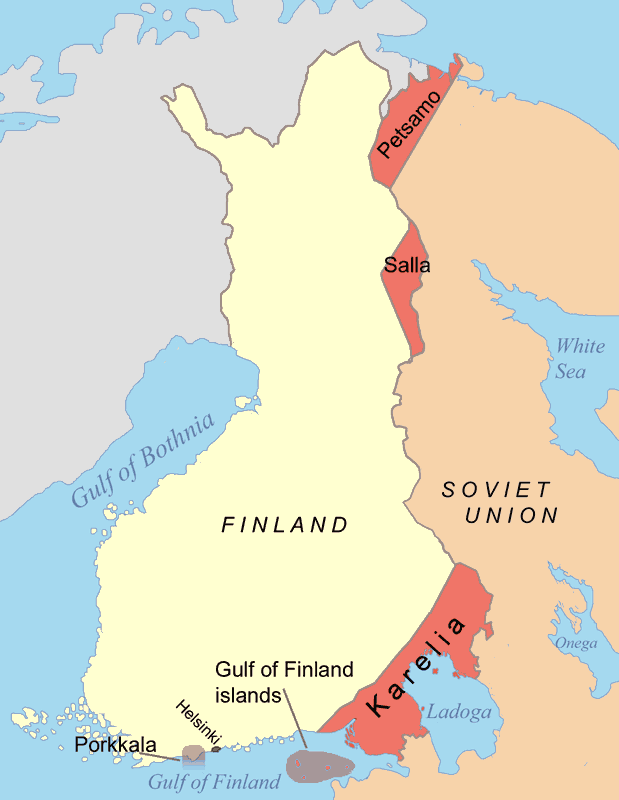
Zonele cedate de Finlanda Uniunii Sovietice după încheierea războiului în continuare. Porkkala a fost retrocedată Finlandei în 1956.

Armistițiul de la Moscova a fost semnat între Finlanda și Uniunea Sovietică pe 9 septembrie 1944 la încheierea războiului în continuare. Armistițiul de la Moscova nu trebuie confundat cu Tratatul de pace de la Moscova din 1940.
Tratatul final de pace a fost semnat la Paris în 1947

## Condițiile de pace
Condițiile de pace erau similare cu cele ale Tratatului de pace din 1940. Finlanda trebuia să cedeze părți ale Kareliei, o parte a Salla și insule din Golful Finic. Armistițiul preda sovieticilor și Petsamo. În plus, Finlanda închiria URSS-ului Porkkala pentru 50 de ani, dar zona a fost retrocedată în 1956. 
Altă condiție impusă finlandezilor a fost plata a 300 milioane de dolari SUA cu titlu de reparații de război. Guvernul finlandez a fost de acord să legalizeze partidul comunist și să le interzică pe cele fasciste. Armistițiul mai prevedea și obligația Finlandei să expulzeze trupele germane de pe teritoriul său, ceea ce a dus la declanșarea războiului Laponiei. 